# 洛塔尔·施特贝尔
洛塔尔·施特贝尔（德語：Lothar Stäber，1936年5月4日—），德国男子自行车运动员。他曾代表德国联队参加1960年夏季奥林匹克运动会自行车比赛，联同于尔根·西蒙获得一枚银牌。